# No Future (album)
No Future è il secondo album in studio del musicista irlandese Eden, pubblicato il 14 febbraio 2020 dalle doppie etichette MCMXCV e Astralwerks.

## Tracce
Testi e musiche di Jonathon Ng.
1. good morning – 3:29
2. in – 0:31
3. hertz – 3:18
4. static – 0:48
5. projector – 3:42
6. love, death, distraction – 4:17
7. how to sleep – 2:37
8. calm down – 2:35
9. just saying – 4:06
10. fomo – 3:09
11. so far so good – 3:25
12. isohel – 4:30
13. ???? – 2:59
14. tides – 1:43
15. rushing – 5:07
16. $treams – 3:20
17. 2020 – 3:31
18. out – 0:42
19. untitled – 3:36